# Pavel Șușară
Pavel Șușară (n. 29 decembrie 1952, Bănia, județul Caraș-Severin) este un autor, critic și istoric de artă, monograf, poet, publicist și scriitor român.

## Prezentare
Specializat în istoria artei contemporane, Pavel Șușară este autorul unei monografii importante despre opera pictorului Corneliu Baba, dar și un poet având câteva volume de poezii publicate, pentru care a primit un premiu al Uniunii Scriitorilor din România în 1996.
Este membru al Uniunii Scriitorilor din România, colaborator al postului de radio Europa Liberă, membru al Asociației Internaționale a Criticilor de Artă, expert în artă, atestat de Ministerul Culturii și membru al Uniunii Artiștilor Plastici. 
A debutat cu poezie în Almanahul literar, 1978 si cu texte despre artă în revista Arta, 1982.
A avut numeroase colaborări cu studii și articole despre arta plastică, poezie, proză, eseu, articole polemice și de angajament civic la revistele: Arta, serie veche și nouă, SCIA, Almanahul Arta, Artelier, Balkon, Almanahul literar, Luceafărul (serie nouă), Contrapunct, 22, Dilema, România literară, Apostrof, Avantaje, Vineri, Amphion, Ianus, Observatorul Cultural etc.
Din 1992, Pavel Șușară a fost autorul unei rubrici permanente de critică de artă al revistei România literară. Colaborare a încetat abrupt în 2010, după ce una dintre cronicile plastice semnate de Pavel Șușară în această revistă a reprodus un text al său apărut cu ani în urmă, tot în revista România literară.
Între anii l993 și 2001 a fost colaborator permanent al postului de radio  Europa liberă (cronică plastică).
In perioada 1996 - 1998 a colaborat permanent cu ziarul Libertatea (cronică plastică). A avut numeroase colaborări la radio și la televiziune, fiind realizatorul emisiunii Lentila de contact, TVR Cultural. Din 2007 până în prezent este colaborator cu rubrică permanentă de artă plastică la revista Acolada din Satu Mare. Este colaborator la Dicționarul enciclopedic.
A organizat expoziții în țară și în străinătate (Ungaria, Polonia, Italia), are participări la simpozioane, congrese și întîlniri de specialitate în țară și în cîteva țări europene ( Italia, Republica Moldova, Polonia, Ungaria, Finlanda).
Este Președinte al  Asociației Experților și Evaluatorilor de Artă din România.
În 2018 a deschis în București Muzeul de Artă modernă și contemporană Pavel Șușară (MAMCO Pavel Șușară), instituție privată care promovează arta românească modernă și contemporană.

## Volume publicate
- Regula jocului (poeme), Editura Crater, 1996
- Urmuz - E vremea rozelor ce mor (versuri - satire și parodii politice), Editura Crater, 1998 ISBN 973-9029-34-5
- Veto (poeme în proză) Editura Crater, l998 ISBN 973-9029-47-7
- Tetraktys (poeme), Editura Brumar, Timișoara, 2000
- Opt povești adevărate/ cu ființe minunate (poezie pentru  copii), editura Aritmos, București, 2000
- Corneliu Baba (album monografic), Editura Parkstone, Paris, 2001 ISBN 1-85-995-747-1
- Sinuciderea se amînă (proză scurtă), editura Top Art, București, 2003
- Universul din Cușcă (poem), Editura Eis, Iași, ediție bibliofilă, 2010
- Universul din cușcă (poem), Editura Brumar, 2011 ISBN 9789736025310
- „Carcase de cristal” (cronici de televiziune), Editura Tracus Arte, 2012
- Sissi, Editura Tracus Arte, 2013 ISBN 978-606-8361-77-2
- Corneliu Baba (album monografic), ediția în limba română, Editura Monitorul Oficial, 2013
- Pallady, Editura Monitorul Oficial, București, 2017 ISBN 978-973-567-976-7
- Brâncuși, un sculptor de la Răsărit, Editura Monitorul Oficial, București, 2020, ISBN 978-606-035-034-7
- Lumea lui Aurel Jiquidi, Editura Monitorul Oficial, București, 2022, ISBN 978-606-035-084-2

## Volume colective
- Cartea cu bunici, coord. de Marius Chivu, Editura Humanitas, 2007
- Scriitori la poliție, coord. de Robert Șerban, Editura Polirom, 2016

## Premii și Onoruri
- 1995 - Premiul pentru critică din partea U.A.P.[6]
- 1997 - Premiul Fundației „Cella Delavrancea” [6]
- 2010 - Premiul Oreste Tafrali, Academia de poezie, Iași
- 2022 - 7 decembrie - Premiul Lucian Blaga al Academiei Române pentru cartea "Brâncuși".[7][8]

În 2004, Pavel Șușară a fost declarat Cetățean de onoare al comunei Bania, iar în 2013, Cetățean de onoare al municipiului Caransebeș.

## Alte activități
În 2002 înființează galeria de artă Luchian 12, în spațiul căreia organizează, printre altele,  următoarele expoziții:
-     Tonitza la Balcic, expoziție de desene inedite
-     Imagini orfane, expoziție de lucrări nesemnate
-     Corneliu Baba, pictură , schițe, desene
-     Alexandru Țipoia, pictură și desen
-     Constantin Cerăceanu, pictură
-     Hans Mattis Teutsch, perioada 1940-1960, pictură, grafică
-     Daniela Chirion, Ipostaze, pictură și desen
-     Ciprian Paleologu, pictură și desen
-     Alexandru Chira, pictură și desen
-     Georges Tzipoia, pictură
-     Diana Tzipoia, obiecte, bijuterii
În 2005 înființează Casa de licitație Pogany și organizează expozițiile:
- O sută de ani de pictură romînească, 1840-1940, pictură, grafică
- Salonul oficial interbelic, pictură, grafică
- 1945-1965 realism socialist?, pictură, grafică

### Asociația experților și a evaluatorilor de artă din România
In 2005 înființează Asociația experților și a evaluatorilor de artă din România, al cărei Președinte este. Actualmente, Asociatia este membru al ANEVAR.